# Monesiglio
Monesiglio (auf Piemontesisch Munisij) ist eine italienische Gemeinde in der Provinz Cuneo (CN), in der Region Piemont.

## Lage und Einwohner
Monesiglio liegt 67 Straßenkilometer östlich von der Provinzhauptstadt Cuneo und 100 km südlich von Turin im obersten Bórmidatal, auf der rechten Seite der Bórmida di Millésimo. Der Ort gehört zur Alta Langa, einem Vorgebirge des Ligurischen Apennin. Zur Gemeinde gehören die Fraktionen (Frazioni) Bertole, Lisini, Noceto Sottano, Noceto Soprano und Vaglio mit insgesamt 575 Einwohnern (Stand 31. Dezember 2023).
Die Nachbargemeinden sind Camerana, Gottasecca, Mombarcaro und Prunetto.

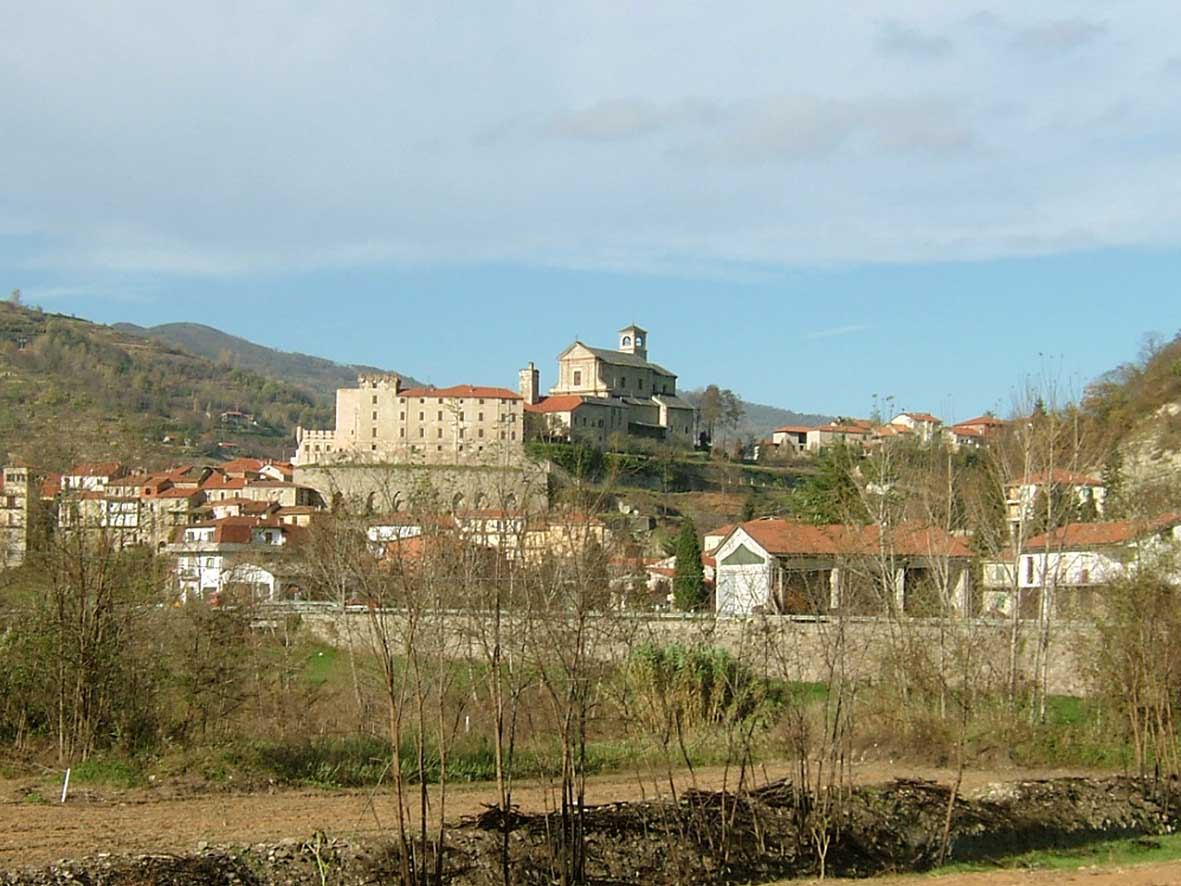
Monesiglio

## Geschichte

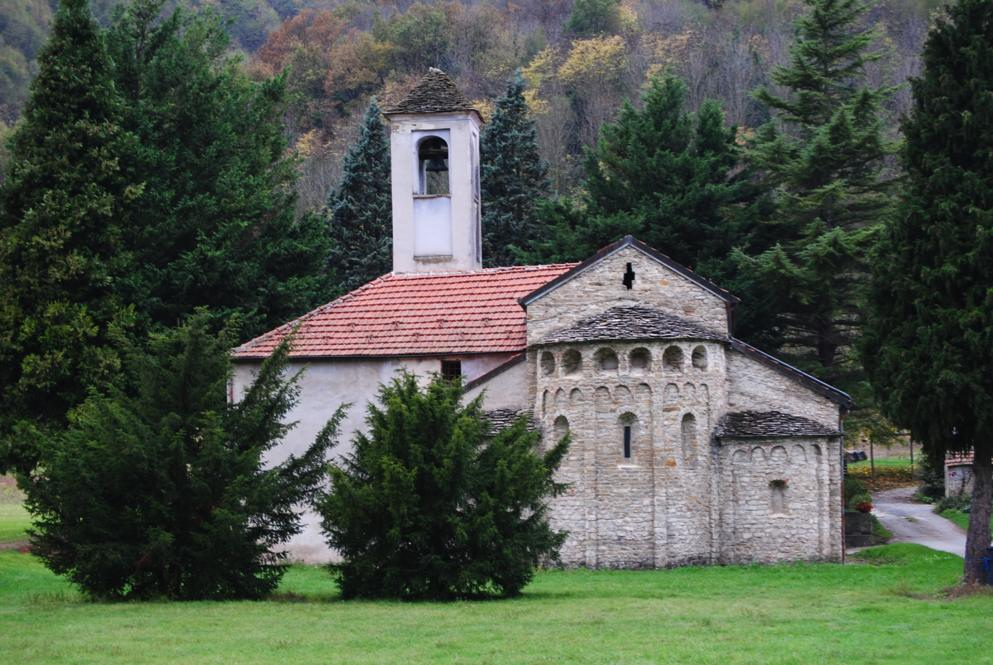
S. Maria Acqua Dolce

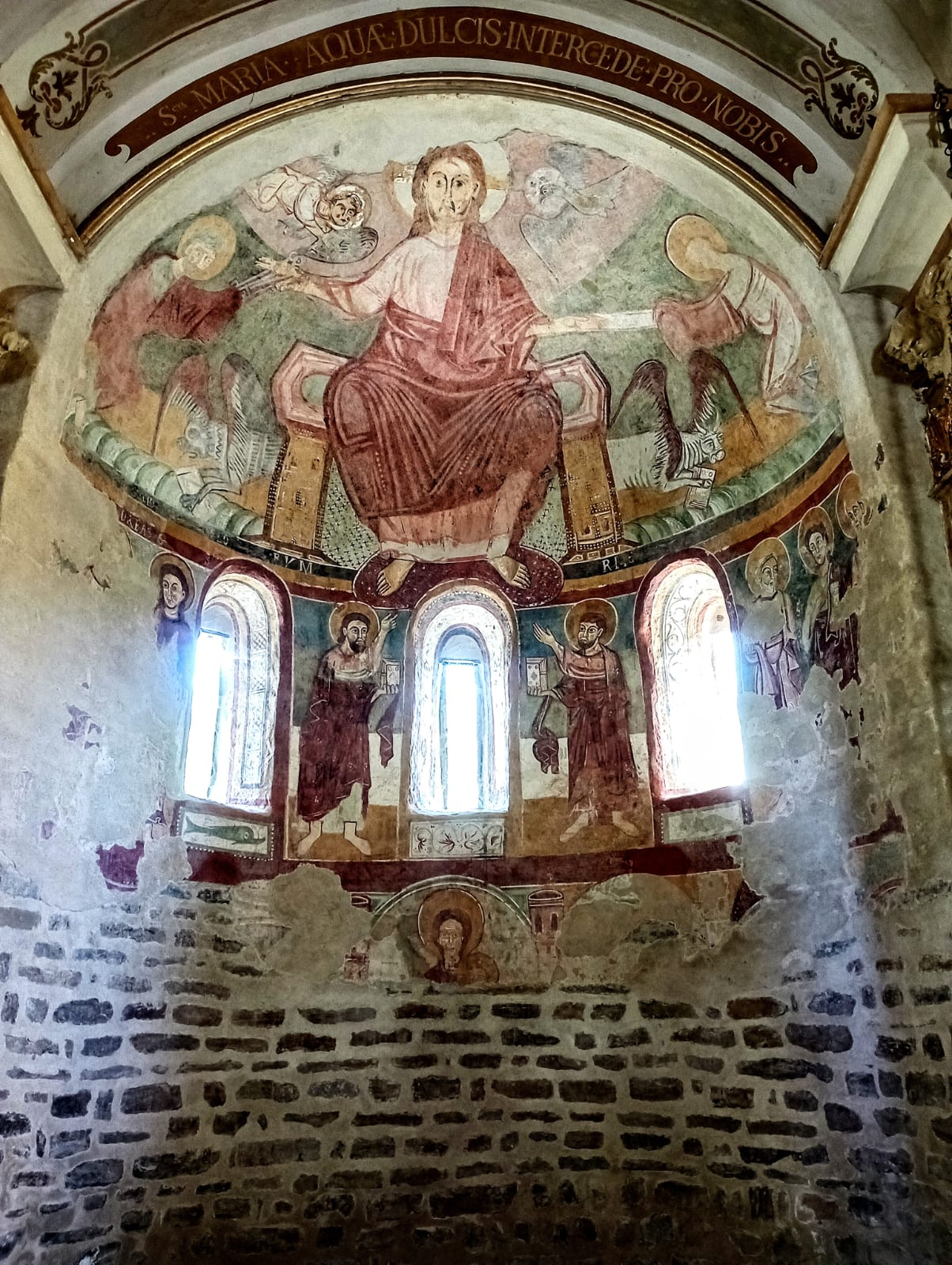
S. Maria Acqua Dolce

Die Gemeinde geht auf eine vorrömische Ansiedlung der Ligurer zurück. Um 172 v. Chr. wurde es dem Römischen Reich einverleibt. Der Ortsname ist seit 998 als „Monasile“ dokumentiert. Im Mittelalter wurde Monsiglione unter Aleramo Teil von Monferrato. Im 13. Jahrhundert kam es an die Grafen von Caldera. Durch die Heirat der Contessa Olimpia Elisabetta Caldera mit Marchese Alessandro Saluzzo-Valgrana 1702 kam es zum Besitz der Markgrafen von Saluzzo.

## Sehenswürdigkeiten
Das Castello dei Caldera wurde von der Familie der Caldera Anfang des 13. Jahrhunderts erbaut. Durch zahlreiche Umbauten im folgenden Jahrhundert erhielt die Burg ihre spätgotische Erscheinung. 1785 erfolgte der Umbau zum barocken Herrensitz. In der Kapelle wurden bei der Restaurierung 1940 elegante Fresken von 1532 des Antonino Ocello da Ceva wiederentdeckt. Sehenswert die Sala degli Stemmi (Wappensaal).
Die Wallfahrtskapelle Santa Maria d’Acqua Dolce im romanischen Stil.

## Typische Produkte
Monesiglio liegt im Anbaugebiet des Dolcetto. Die Beeren der Rebsorten Spätburgunder und/oder Chardonnay dürfen zum Schaumwein Alta Langa verarbeitet werden. Außerdem hat wie in der ganzen Alta Langa die Haselnuss Bedeutung. Als Käse wird der Tome di Langa produziert.